# Raquel Sánchez Jiménez
Raquel Sánchez Jiménez (nascida a 18 de novembro de 1975) é uma política espanhola do Partido Socialista da Catalunha que serve como Ministra dos Transportes, Mobilidade e Agenda Urbana do Governo da Espanha desde julho de 2021, no governo liderado por Pedro Sánchez.